# Smear Campaign
Smear Campaign (рус. Компания клеветников) — двенадцатый студийный альбом грайндкор-группы Napalm Death, выпущенный 15 сентября 2006 года на лейбле Century Media. Альбом был записан в студии Foel Studios продюсером Расс Расселлом в Уэлсе. Диск был выпущен в двух вариантах: CD-издании и в бонусном диджипаке — издании, содержащем 2 бонусных трека («Call That an Option?» и «Atheist Runt»). Обложка второго издания отличалась цветом от первого.
Основное внимание в лирике альбома занимает критика правительства Соединённых Штатов и других правительств, которые являются строгими в религиозной сфере.
Smear Campaign был встречен положительно как музыкальными критиками, так и поклонниками группы. Альбом занял 158 место в канадском чарте SNEP.

## Концепция

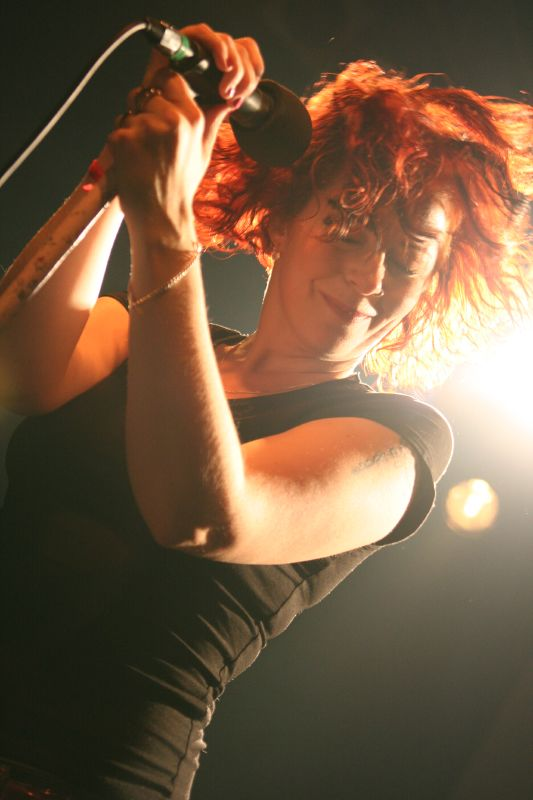
Аннеке ван Гирсберген в 2006 году

Smear Campaign — это концептуальный альбом, в котором критикуется религия в целом: 

<…>На мой взгляд, это относится ко всему: от христианства до язычества и сатанизма. Конечно, в нашем мире было бы спокойнее без этих религиозных ограничений и ложной морали.— Марк Гринуэй в интервью изданию Blabbermouth
Вокалист и автор текстов Марк Гринуэй говорил, что в тематическом плане альбом представляет собой анализ мощи религии как силовой структуры, которая душит людей.
На альбоме так же отметилась, по-мимо самого Марка, нидерландская экс-вокалистка авангардной рок группы The Gathering Аннеке ван Гирсберген в двух композициях «Weltschmerz» и «In Deference». О её участии в альбоме Марк упомянул незадолго до релиза Smear Campaign: 

Она предложила спеть в нескольких партиях в песне, которые я ещё не слышал. Но до того, как некоторые были шокированы, что Napalm станет играть оперный рок или что-то в этом духе, это было сделано для придания хорошего эффекта и актуальности песни. Это сработает. Это получится. Я уверен. И мы заранее благодарны Аннеке (которая сама по себе является потрясающей певицей) за то, что она нанесла удар.
 Это первое использование женского вокала в музыке подобного направления вообще.

## Список композиций
Автор текстов песен Марк Гринуэй, за исключением таких песен, как «When All Is Said and Done» и «Shattered Existence» — Шэйн Эмбери. Композиторы указаны в скобках.
| №                   | Название                                            | Длительность |
| ------------------- | --------------------------------------------------- | ------------ |
| 1.                  | «Weltschmerz» (Митч Харрис)                         | 1:27         |
| 2.                  | «Sink Fast, Let Go» (Харрис)                        | 3:22         |
| 3.                  | «Fatalist» (Шэйн Эмбери)                            | 2:50         |
| 4.                  | «Puritanical Punishment Beating» (Харрис)           | 3:25         |
| 5.                  | «When All Is Said and Done» (Эмбери)                | 3:00         |
| 6.                  | «Freedom Is the Wage of Sin» (Харрис)               | 3:08         |
| 7.                  | «In Deference» (Харрис)                             | 3:13         |
| 8.                  | «Short-Lived» (Эмбери)                              | 3:05         |
| 9.                  | «Identity Crisis» (Харрис)                          | 2:43         |
| 10.                 | «Shattered Existence» (Эмбери)                      | 3:10         |
| 11.                 | «Eyes Right Out» (Харрис)                           | 3:13         |
| 12.                 | «Warped Beyond Logic» (Эмбери)                      | 1:59         |
| 13.                 | «Rabid Wolves (For Christ)» (Эмбери)                | 1:23         |
| 14.                 | «Deaf and Dumbstruck (Intelligent Design)» (Харрис) | 2:45         |
| 15.                 | «Persona Non Grata» (Эмбери)                        | 2:46         |
| 16.                 | «Smear Campaign» (Эмбери)                           | 2:47         |
| Общая длительность: | Общая длительность:                                 | 45:09        |

## Участники записи
| Napalm Death - Марк «Барни» Гринуэй — вокал - Митч Харрис — бэк-вокал, гитара - Шэйн Эмбери — бэк-вокал, бас-гитара - Дэнни Эррера — барабаны Приглашённые музыканты - Аннеке ван Гирсберген — вокал («Weltschmerz» и «In Deference») | Производственный персонал - Расс Расселл — продюсер, звукорежиссёр, микширование - Крис Филдинг — ассистент звукорежиссёра - Мик Кенни — художественное оформление - Кевин Истрада — фотограф |

## Позиции в чартах
| Чарт (2006)    | Позиция в чарте |
| -------------- | --------------- |
| Франция (SNEP) | 158             |